# Laxmannia compacta
Laxmannia compacta är en sparrisväxtart som beskrevs av John Godfrey Conran och Paul Irwin Forster. Laxmannia compacta ingår i släktet Laxmannia och familjen sparrisväxter. Inga underarter finns listade i Catalogue of Life.